# Бурдаев, Борис Вениаминович
Борис Грим (Борис Вениаминович Бурдаев) (6 июня 1981) — российский музыкант, композитор, продюсер. Основатель популярной группы «Братья Грим». С 2011 года выступает со своим музыкальным коллективом под названиями: «Борис Грим и Братья Грим» (поп-рок), «Octopus Maiden/Дева Осьминог» (психоделический рок),«Lirrika» (lo-fi), «Ufology» (синти-поп).

## Биография
Борис и его брат-близнец Константин родились 6 июня 1981 года в Самаре, Борис старше брата на 15 минут.
В 1998 году братья создали свой первый проект «Магелан», который позднее был переименован в «Братья Грим». Параллельно этому с 2001 по 2003 год Борис Бурдаев играл в коллективе Bossanova Band совместно с братом и супругой Екатериной Плетнёвой.
В 2004 году переехал в Москву, играл в составе группы «Братья Грим». После подписания контракта с Леонидом Бурлаковым группа обретает широкую популярность.
В марте 2009 года вследствие разногласий между братьями группа прекратила существование. Борис Бурдаев утверждает, что новость о распаде группы узнал из интернета, а сообщение о распаде было опубликовано на сайте группы исключительно по инициативе Константина Бурдаева.
Весной 2010 года Константин Бурдаев объявил о возрождении группы «Братья Грим» с новым составом, Борис Бурдаев в группу не вернулся.
Осенью 2011 года появилась новость о возвращении на сцену Бориса Бурдаева с новым творческим коллективом под названием «Lirrika». Первое появление группы состоялось 15 ноября в клубе «16 тонн» (Москва).
В 2014 году Бурдаев объявил о намерении вернуться к использованию названия «Братья Грим» для своего нового коллектива. Однако после разногласий с братом, который уже выступает под этим названием, создал смежный проект «Борис Грим и Братья Грим». Репертуар коллектива включает в себя старые песни группы «Братья Грим» авторства Бориса Бурдаева, а также новые песни, в том числе и на английском языке.
В 2015 году создал ещё один проект — психоделик-рок группу «Octopus Maiden». В русскоязычном варианте группа носит название «Дева Осьминог».
Летом 2016 года Бурдаев представил свой новый синти-поп проект «Ufology».
В сентябре 2020 года Борис Бурдаев заявил о прекращении концертной деятельности коллектива «Борис Грим и Братья Грим» до урегулирования юридических вопросов, связанных с правами на название коллектива и песни, сыграв прощальные акустические концерты в Самаре и Москве. С этого момента творческая деятельность музыканта приостановлена.

## Семья
Отец Вениамин Борисович Бурдаев, фармацевт, мать — Ольга Константиновна Бурдаева, фармацевт.
Брат — Константин Бурдаев, музыкант.

### Личная жизнь
В 2003 году женился на певице Екатерине Плетнёвой. В 2007 году пара рассталась. Официально развелись в 2009 году.

## Дискография
В составе группы «Братья Грим»:
- 2005 — Братья Грим
- 2005 — Хай, Пипл! (EP)
- 2006 — Весенние сказки Братьев Грим (EP)
- 2006 — Иллюзия
- 2006 — Хай, Пипл! 2007 (EP)
- 2007 — Вавилон (EP)
- 2007 — Марсиане

В составе группы «Lirrika»:
- 2012 — Лирика-Африка (сингл)
- 2012 — Pzdtz (сингл)
- 2013 — Pureflections (EP)
- 2016 — The Album

В составе группы «Борис Грим и Братья Грим»:
- 2014 — Зверинец (сингл)
- 2015 — Питер Пэн (сингл)
- 2015 — Ловушка снов (сингл)
- 2016 — Звёздопады (EP)
- 2018 — Юг

В составе группы «Octopus Maiden» («Дева Осьминог»):
- 2015 — Solaris (сингл)
- 2015 — Comedown (сингл)
- 2017 — Beijing-Hanoy (сингл)
- 2017 — The Beings
- 2018 — Ялта (сингл)
- 2019 — Первая любовь

В составе группы «Ufology»:
- 2017 — Сверхновая (сингл)

## Роли в кино
- 2006 — «Не родись красивой» (сериал) — камео
- 2020 — «Смотри как я» — парень на пляже